# Jean-Louis Solier
Pas d'image ? Cliquez ici

a Compétitions nationales et continentales officielles uniquement.

b Matchs officiels uniquement.
Jean-Louis Solier, né le 13 novembre 1947 à Laure-Minervois, est un joueur de rugby à XIII français dans les années 1960 et 1970 évoluant au poste de centre.
Natif de l'Aude, il joue pour le FC Lézignan avec lequel il remporte la Coupe de France en 1970, et dispute la finale du Championnat de France en 1976.
Ses bonnes prestations en club l'amènent à être sélectionné à de nombreuses reprises en équipe de France entre 1971 et 1975, prenant part à la Coupe d'Europe 1975.

## Palmarès
- Collectif :
  - Vainqueur de la Coupe de France : 1970 (Lézignan).
  - Finaliste du Championnat de France : 1976 (Lézignan).
  - Finaliste de la Coupe de France : 1971 et 1974 (Lézignan).

### Détails en sélection
| 2. | 11 novembre 1971 | Nouvelle-Zélande | 11-27 | Test-match     | Centre | - | - | - | - |
| 2. | 19 janvier 1975  | Angleterre       | 9-11  | Coupe d'Europe | Centre | - | - | - | - |
| 3. | 16 février 1975  | Pays de Galles   | 8-21  | Coupe d'Europe | Centre | - | - | - | - |